# جيمي روز
جيمي روز (بالإنجليزية: Jamie Rose)‏ هي ممثلة أمريكية، ولدت في 26 نوفمبر 1959 بنيويورك في الولايات المتحدة.

## أعمال

### أفلام
- (1984) حبل مشدود[4]
- (2001) عطلة في الشمس

### مسلسلات
- جاغ
- جوال تكساس ووكر
- رجلان ونصف
- عقول إجرامية
- هاوس

## وصلات خارجية
- جيمي روز على موقع IMDb (الإنجليزية)
- جيمي روز على موقع ألو سيني (الفرنسية)
- جيمي روز على موقع أول موفي (الإنجليزية)
- جيمي روز على موقع قاعدة بيانات الأفلام السويدية (السويدية)
- جيمي روز على موقع إن إن دي بي (الإنجليزية)
- جيمي روز على موقع قاعدة بيانات الفيلم (الإنجليزية)
- جيمي روز على موقع كينوبويسك (الروسية)